# 科特妮·瓦因
科特妮·布鲁克·瓦因（英語：Cortnee Brooke Vine；1998年4月9日—），澳大利亚女子职业足球运动员，司职边锋，目前效力于北卡罗来纳勇气足球俱乐部和澳大利亚国家女子足球队。她曾代表澳大利亚参加2024年夏季奥林匹克运动会女子足球比赛。